# Alberto Nebel Ovalle
Alberto R. Nebel Ovalle (Valparaíso, Chile, ca. 1845-Iquique, Chile; 18 de abril de 1886) fue un militar del Ejército chileno  y voluntario del Cuerpo de Bomberos de Valparaíso que participó con el rango de capitán durante la Guerra del Pacífico; murió con el rango de sargento mayor.
Pertenecía a una familia de empresarios adinerados de la República de Chile de ascendencia hispano-alemana —por vía materna, de hidalgos coloniales y señores feudales españoles, y por vía paterna de los antiquísimos nobles Von Nebel germánicos— que se emparentaría a través de su hermana María Isabel con una familia patricia del Cono Sur descendiente de adelantados, fundadores de ciudades y gobernantes rioplatenses, por lo cual, se convertiría monseñor Crescente Errázuriz en su concuñado, quien fuera el arzobispo de Santiago.
Era sobrino de Carl Nebel Habes o bien Carlos Nebel quien fuera ingeniero, arquitecto y un famoso dibujante costumbrista alemán. Además era bisnieto del rico alcalde napoleónico de Coblenza, Johann Nikolaus von Nebel.

## Biografía

### Origen familiar
Nació en Valparaíso hacia 1845, en el seno de una acaudalada familia germano-chilena. Su padre fue el rico empresario alemán Franz Alexander Nebel Habes —o bien castellanizado como Francisco Alejandro Nebel Abbes— (Hamburgo-Altona del Ducado de Holstein, Reino de Dinamarca y Noruega, 12 de abril de 1804-Valparaíso, 12 de enero de 1881) que era el tercero de los ocho hijos de Bernhard von Nebel Schroeder (Coblenza, 1775-Hamburgo-Altona, 24 de octubre de 1847) y de Mary Elisabeth Habes Barrimachner (Hamburgo-Altona, 1779-ib., 1848) y por tanto, era nieto del adinerado alcalde napoleónico de Coblenza, el republicano-liberal Johann Nikolaus von Nebel.
Su madre fue la chilena María del Carmen Sinforosa Ovalle Idiarte (Quillota, 18 de julio de 1818-Valparaíso, 15 de agosto de 1889), la primera hija del hacendado Juan Agustín Ovalle Medina (n. ca. 1770) —un descendiente del gobernador colonial chileno y tucumano Francisco de Aguirre Meneses, del maestre de campo Francisco de Ovalle Zapata, primer propietario de la estancia «Quebrada de Casablanca», y del hidalgo Francisco Rodríguez del Manzano y Ovalle de Villena, alcalde colonial de Santiago en 1613, en 1619 y en 1640, y por ende, de la Casa Manuel de Villena— que se había unido en matrimonio con Lorenza Idiarte Olivares (n. ca. 1788).
Sus progenitores conformaron una gran familia numerosa de quince hijos, siendo los más destacados: el segundogénito Francisco Nebel que se casó con Teresa Errázuriz y Errázuriz, la tercera hija María Isabel Nebel Ovalle que se había enlazado con el coronel Zócimo Errázuriz Valdivieso que fuera hermano de monseñor Crescente Errázuriz, y un sobrino de Rafael Valentín Valdivieso, ambos arzobispos de Santiago en diferentes épocas, siendo los bisabuelos de ambos hermanos, Dominga Maciel Lacoizqueta (n. ca. 1740) casada con su concuñado José Ciriaco Fernández de Valdivieso Arbizu y Herrera Cabrera, el hermano menor de Isidora —la abuela del teniente coronel unitario argentino Juan Estanislao y su hermana Juana María del Campo, una cuñada del prócer chileno Hipólito Francisco de Villegas— y también de Miguel Jerónimo Fernández de Valdivieso, el bisabuelo de los hermanos Carrera.

### Ingreso a la Compañía de Bomberos Voluntarios

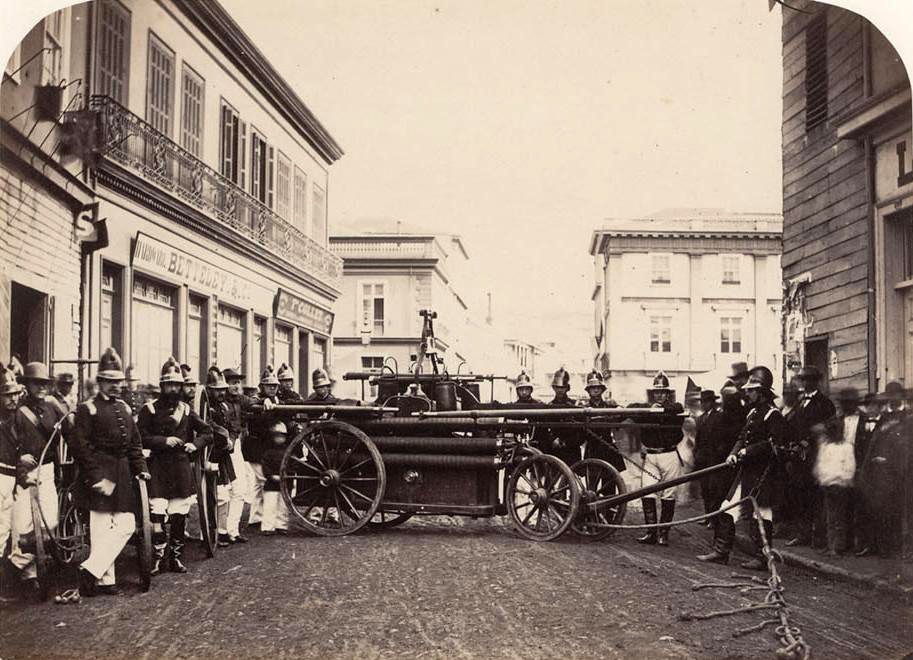
Cuerpo de Bomberos de Valparaíso en 1861.

Veintitrés días antes de conformar el Cuerpo de voluntarios, o sea el 7 de junio de 1851, ya había sido citada la Segunda Compañía para diseñar el reglamento, nombrar oficiales y su capitán.
Alberto Nebel, siendo mayor de edad hacia 1863 —siguiendo el ejemplo de su hermano mayor Carlos Nebel Ovalle (Valparaíso, 1840 - ib, 6 de junio de 1897) quien fuera voluntario entre 1858 y 1864 en la Cuarta Compañía y que luego de este último año se pasara a la de "Bomba Blanco Encalada"— fue miembro de la Segunda Compañía "Bomba Germania", en la cual llegaría a ser capitán a principios del año 1879.

### Participación como militar en la Guerra del Pacífico
Durante la Guerra del Pacífico transcurrida entre los años 1879 y 1883, en la cual se enfrentaron la República de Chile contra las repúblicas del Perú y de Bolivia, en la fase de la campaña de la Breña o de la Sierra, Alberto Nebel Ovalle, con el rango de capitán del Ejército chileno, formaría parte de la campaña terrestre de la misma desde el 8 de octubre de 1879.
A finales de junio de 1882, luego de relevar al mayor Quintavalle, el capitán Alberto R. Nebel había quedado al mando de la 3.ª compañía del «Batallón 6.º de Línea Chacabuco» de unos 99 soldados chilenos que se habían acuartelado en la localidad de Concepción —capital de la provincia homónima en el departamento de Junín que había sido nuevamente ocupada el 1.º de febrero del citado año— ubicada a 22 km de la ciudad de Huancayo, en los Andes centrales del Perú, con el objetivo de mantener una línea desde La Oroya.
Los oficiales subalternos de Nebel Ovalle eran los tenientes Pedro María Latapiatt y Absalón Gutiérrez, y los subtenientes, Arturo Echeverría y José Rafael Robles.
El grueso del ejército estaba en la ciudad de Huancayo, donde el coronel Estanislao del Canto Arteaga recibió instrucciones de reforzar Concepción y relevar al capitán Nebel Ovalle quien tenía once soldados enfermos de tifus y viruela. Para cumplir este objetivo encomendó el 5 de julio a la 4.ª compañía del mismo batallón, con 77 hombres al mando del teniente Ignacio Carrera Pinto y los subtenientes Arturo Pérez Canto y Luis Cruz Martínez.
Nebel también acordó el repliegue de las fuerzas chilenas y el abandono de las plazas por falta de alimentos y medicamentos, teniendo además cientos de enfermos en las plazas ocupadas que necesitaban asistencia hospitalaria.
Al llegar la 4.ª compañía a su destino se encontraron con el capitán Nebel Ovalle, procediéndose a evacuar a los enfermos. Resguardaban la plaza la recién llegada compañía de Carrera Pinto y 9 soldados de la compañía del capitán Nebel. Los acompañaban dos enfermos graves y tres cantineras, una de ellas embarazada.
El capitán Andrés Layseca junto a su ordenanza llegaban a la cumbre de uno de los tantos cerros que conducían hacia la Concepción, desde ese punto se detuvieron sorpresivamente y al concentrar sus miradas en los lomos de los cerros Piedra Parada y El León que envolvían al pueblo, descubrieron mimetizadas con los riscos, millares de cabezas cubiertas con gorros de lana y orejeras, cabezas inconfundibles de los aborígenes serranos. Era la prueba indiscutible de que La Concepción estaba a punto de convertirse en un infierno y sin perder más tiempo, ambos jinetes apresuraron el descenso al pueblo.
Al mirar por el interior de la comandancia, todo allí dejaba traslucir el desconcierto y el abandono. El capitán Andrés Layseca le contó sobre el importante correo y órdenes que transportaba para el coronel Del Canto, a lo que Nebel con gran nerviosismo le recomendaba que continuase pronto su camino con la esperanza de que mientras más rápido su coronel recibiese dichas órdenes, sería más inmediato culminar con aquel calvario.
Entre el domingo 9 y el lunes 10 de julio de 1882, ocurrió la batalla de La Concepción.

### Fallecimiento
Alcanzó el rango de sargento mayor y murió de gangrena en Iquique el 18 de abril de 1886. Era soltero y no habría tenido descendencia documentada.